# Chili op de Olympische Zomerspelen 1912

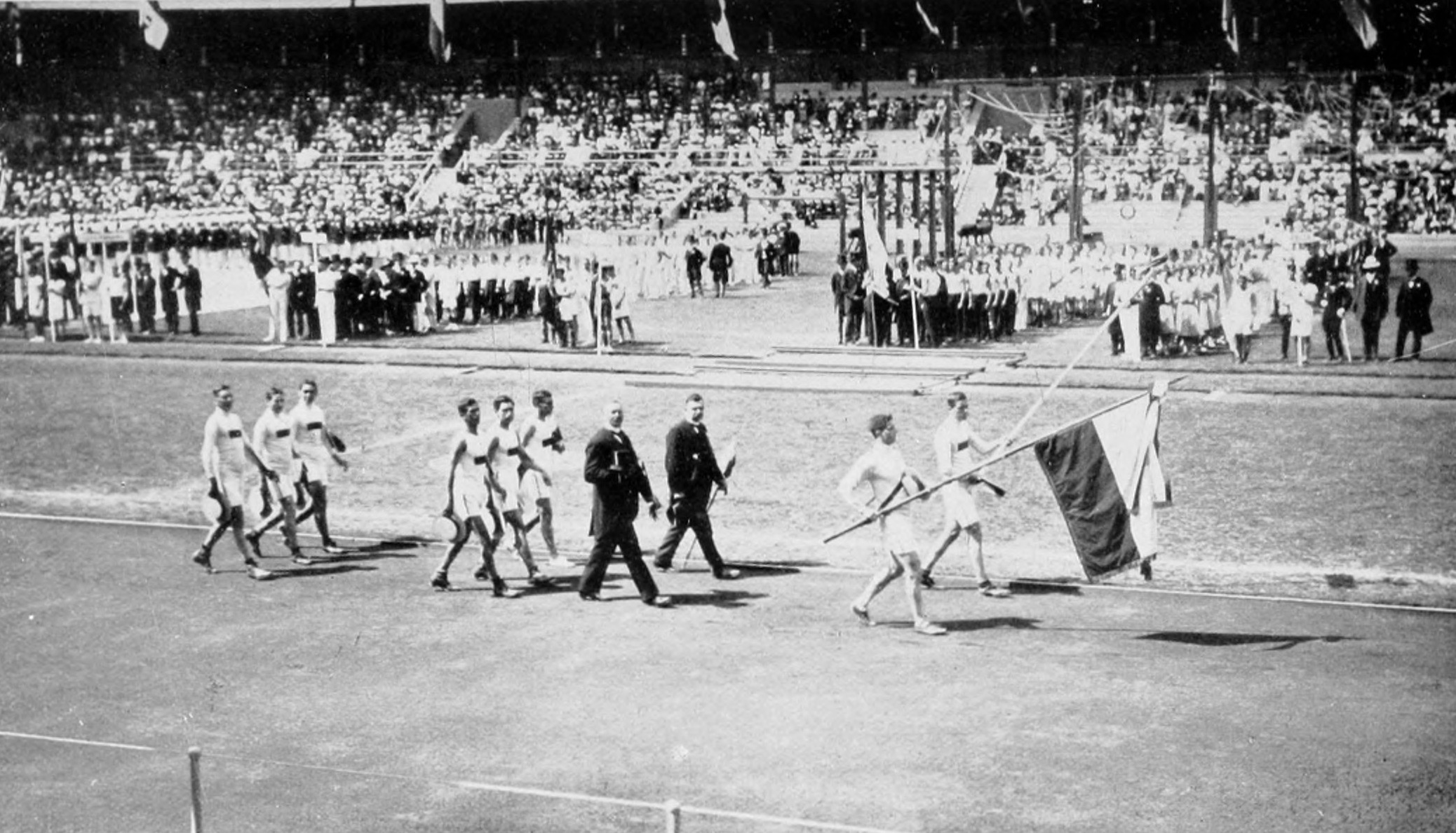
De Chileense ploeg tijdens de opening van de Olympische Zomerspelen 1912

Chili nam deel aan de Olympische Zomerspelen 1912 in Stockholm, Zweden. Het was de eerste officiële Olympische deelname van het land, alhoewel sommige bronnen vermelden dat er op de Spelen van 1896 een Chileense atleet actief was. Veertien mannen namen deel in vier olympische sportdisciplines.

## Deelnemers en resultaten

### Atletiek
| Olympiër           | Onderdeel                  | Resultaat    | Prestatie                                 |
| ------------------ | -------------------------- | ------------ | ----------------------------------------- |
| Pablo Eitel        | 100 m (m)                  | DNF          | serie 3: niet gefinisht                   |
| Pablo Eitel        | 200 m (m)                  | series       | serie 11: 5de                             |
| Federico Mueller   | 800m (m)                   | DNF          | serie 6: niet gefinisht                   |
| Leopoldo Palma     | 800m (m)                   | DNF          | serie 2: niet gefinisht                   |
| Alfonso Sanchez    | 5000 m (m)                 | DNF          | serie 5: niet gefinisht                   |
| Alfonso Sanchez    | 10.000 m (m)               | series       | serie 2: 6de                              |
| Pablo Eitel        | 110 m horden (m)           | halve finale | serie 5: 1ste in 17,2 halve finale 1: 4de |
| Rolando Salinas    | 10 km snelwandelen (m)     | 14e          | serie 2: 7de in 55.02,0                   |
| Rodolfo Hammersley | hoogspringen (m)           | 28e          | kwalificatie: 28ste met 1,60m             |
| Rodolfo Hammersley | hoogspringen uit stand (m) | 13e          | kwalificatie: 13de met 1,40m              |

### Paardensport
| Olympiër                  | Onderdeel      | Resultaat      | Prestatie      |
| Springconcours            | Springconcours | Springconcours | Springconcours |
| ------------------------- | -------------- | -------------- | -------------- |
| Enrique Deichler op Chile | individueel    | 16e            | 14 strafpunten |
| Elías Yáñez op Patria     | individueel    | 25e            | 24 strafpunten |

### Schietsport
| Olympiër      | Onderdeel                             | Resultaat | Prestatie  |
| ------------- | ------------------------------------- | --------- | ---------- |
| Félix Alegría | 600 m geweer (m)                      | 72e       | 61 punten  |
| Harald Ekwall | 600 m geweer (m)                      | 67e       | 67 punten  |
| Félix Alegría | 300 m militair geweer 3 houdingen (m) | 48e       | 77 punten  |
| Harald Ekwall | 300 m militair geweer 3 houdingen (m) | 43e       | 80 punten  |
| Félix Alegría | 50 m pistool (m)                      | 38e       | 406 punten |
| Harald Ekwall | 50 m pistool (m)                      | 23e       | 430 punten |
| Félix Alegría | 25 m snelvuurpistool (m)              | 25e       | 259 punten |
| Harald Ekwall | 25 m snelvuurpistool (m)              | 38e       | 217 punten |

### Wielersport
| Olympiër                                                   | Onderdeel          | Resultaat | Prestatie  |
| ---------------------------------------------------------- | ------------------ | --------- | ---------- |
| Alberto Downey                                             | tijdrit (m)        | 42e       | 11:53.02,5 |
| Arturo Friedemann                                          | tijdrit (m)        | 67e       | 12:28.20,8 |
| Cárlos Koller                                              | tijdrit (m)        | 58e       | 12:13.49,2 |
| José Torres                                                | tijdrit (m)        | 74e       | 12:39.39,5 |
| Alberto Downey Arturo Friedemann Carlos Koller José Torres | ploegentijdrit (m) | 9e        | 49:14.52,0 |

Australazië · België · Bohemen · Canada · Chili · Denemarken · Duitsland · Egypte · Finland · Frankrijk · Griekenland · Groot-Brittannië · Hongarije · IJsland · Italië · Japan · Luxemburg · Nederland · Noorwegen · Oostenrijk · Portugal · Rusland · Servië · Turkije · Verenigde Staten · Zuid-Afrika · Zweden · Zwitserland